# 가미소촌
가미소촌(上荘村)은 효고현 인나미군에 설치되었던 촌이다. 현재의 가코가와시에 해당한다.